# Sebastião Pinto do Rego
Sebastião Pinto do Rego (Angra dos Reis, 16 de abril de 1802 — São Paulo, 30 de abril de 1868) foi um sacerdote e oitavo bispo de São Paulo.
Era filho de Sebastião Pinto do Rego e de Francisca do Espírito Santo. Teve destaque entre os revoltosos da Guerra dos Farrapos

## Presbiterado
Foi ordenado presbítero, a 27 de novembro de 1825, para o clero secular do Rio de Janeiro, onde foi cônego do cabido, vigário da Capela Imperial e conselheiro de Dom Pedro II.

## Episcopado
Tendo sido indicado bispo de São Paulo por Dom Pedro II, Imperador do Brasil; a 11 de maio de 1861, aos 59 anos, foi confirmado, por breve do Papa Pio IX.
Foi sagrado bispo, em Petrópolis, no dia 18 de maio de 1862, sendo sagrante principal Dom Mariano Cardeal Falcinelli Antoniacci OSB, internúncio apostólico no Brasil.
Dom Sebastião permaneceu no Rio de Janeiro, tomando posse por procuração a 10 de novembro de 1862, somente assumindo a sua diocese, em 1863. Aí permaneceu como bispo até a sua morte, em 30 de abril de 1868.

## Brasão
- Descrição: Escudo eclesiástico, partido: o 1º de goles com uma cruz de argente, florenciada e vazia – Armas dos Pereiras; o 2º cortado, sendo: I de argente, com cinco crescentes de goles, postos em sautor – Armas dos Pintos, e II de blau com onze cruzetas de jalde, postas: 4,4 e 3. O escudo está assente em tarja branca. O conjunto pousado sobre uma cruz trevolada de ouro, entre uma mitra de prata adornada de ouro, à dextra, e de um báculo do mesmo, a senestra, para onde se acha voltado. O todo encimado pelo chapéu eclesiástico com seus cordões em cada flanco, terminados por seis borlas cada um, tudo de verde.

- Interpretação: O escudo obedece às regras heráldicas para os eclesiásticos. Os campos representam as armas familiares do bispo.. No 1º, o campo de goles (vermelho) simboliza o fogo da caridade inflamada no coração do bispo, bem como valor e socorro aos necessitados, a cruz dos Pereiras lembra o cristianismo português e, por seu metal argente (prata), simboliza a inocência, a castidade, a pureza e a eloqüência, virtudes essenciais num sacerdote. Nas armas da Família Pinto, os crescente lembram a luta dos portugueses contra os árabes, bem como, no caso do bispo, podem ser invocados como um sinal da Imaculada Conceição da Virgem Maria, seus esmaltes tem os significados acima já descritos. Por fim, o campo de blau (azul) representa o manto de Maria Santíssima e, heraldicamente, significa: justiça, serenidade, fortaleza, boa fama e nobreza, e as onze cruzes representam os apóstolos, exceto Judas, que traiu Nosso Senhor Jesus Cristo, sendo de jalde (ouro) simbolizam: nobreza, autoridade, premência, generosidade, ardor e descortínio. .

## Atividade e contribuições
Dom Sebastião Pinto do Rego teve muita atenção para com a formação do clero, preocupando-se muito com seminário fundado por seu antecessor. Enfrentou com sabedoria e prudência a crise entre os poderes temporal e espiritual. Penalizado com os combatentes da Guerra do Paraguai, conclamou os seus súditos diocesanos a apoiar todos os voluntários para a defesa da pátria. Foi ele que abençoou a bandeira do sétimo batalhão dos Voluntários da Pátria, dando-lhes como capelão o Padre-Alferes João Francisco de Siqueira Andrade.